# Loren Dykes
Loren Dykes MBE (* 5. Februar 1988 in Morriston) ist eine walisische ehemalige Fußballnationalspielerin, die seit 2008 bei Bristol City unter Vertrag stand.

## Karriere

### Vereine
Dykes begann als Schülerin bei Pontardawe Town mit dem Fußballspielen, spielte dann bei Llanelli Reds und UWIC. Von 2006 bis 2008 spielet sie für Cardiff City LFC in der englischen FA Women’s Premier League. Als walisischer Pokalsieger nahm die Mannschaft an der Qualifikation zur UEFA Women’s Cup 2007/08 teil, konnte bei einem Turnier im August 2007 in Kroatien aber kein Spiel gewinnen und schied mit drei Niederlagen aus. Seit 2008 spielt sie in Bristol, zunächst für Bristol Academy WFC in der FA Women’s Premier League und ab 2011 in der FA Women’s Super League. Der Verein wurde später in Bristol City umbenannt. Mit Bristol nahm sie an der UEFA Women’s Champions League 2011/12 teil, wo sie im Sechzehntelfinale an Energija Woronesch scheiterten. Als Vizemeister der FA Women’s Super League 2013 waren sie für die UEFA Women’s Champions League 2014/15 qualifiziert, wo sie erst im Viertelfinale nach zwei hohen Niederlagen (0:5 und 0:7) gegen den späteren Sieger 1. FFC Frankfurt ausschieden.
Im Juli 2020 beendete sie ihre aktive Karriere und wurde Assistenztrainerin des Clubs.

### Nationalmannschaft
Dykes spielte erstmals im August 2007 für die walisische Nationalmannschaft, nachdem sie schon für die U-19-Mannschaft gespielt hatte. Für ein großes Turniere konnte sie sich mit Wales noch nicht qualifizieren. Die Qualifikation für die WM 2011 schlossen die Waliserinnen auf dem vorletzten Platz ab. Dabei gelang ihnen gegen den Tabellenletzten Aserbaidschan mit 15:0 der höchste Sieg ihrer Länderspielgeschichte. Dykes kam in sechs der acht Spiele zum Einsatz. In der Qualifikation für die EM 2013 wurden sie Dritte. Dykes wurde nur beim 1:0-Sieg in Irland im Juni 2012 nicht eingesetzt. Die Qualifikation für die WM 2015 schlossen sie wieder als Dritte ab, wobei sie die Playoffs der Gruppenzweiten durch eine 0:1-Niederlage in der Ukraine am letzten Spieltag verpassten. Dykes wurde nur im ersten Spiel gegen Belarus nicht eingesetzt. Auch die Qualifikation für die EM 2017 beendeten sie auf dem dritten Platz. Dykes wurde nur in drei der acht Spiele eingesetzt hatte 2016 aber auch keine Einsätze in der Liga. In der Qualifikation für die WM 2019 lieferten sie sich lange ein Kopf-an-Kopf-Rennen mit dem großen Nachbarn England und wurden letztlich Zweiter, verpassten als sechstbester Zweiter aber die Playoffs der Gruppenzweiten. Dykes wurde in allen acht Spielen eingesetzt. Am 4. April 2019 machte sie beim torlosen Remis gegen Tschechien als zweite Waliserin ihr 100. Länderspiel. Das Spiel fand vor der walisischen Rekordkulisse von über 2.100 Zuschauern statt.

## Auszeichnungen
- Aufnahme in die Bristol City Hall of Fame.[5]